# Itapipoca EC
Itapipoca EC is een Braziliaanse voetbalclub uit Itapipoca, in de staat Ceará. 

## Geschiedenis
De club werd opgericht in 1993 en speelde een jaar later voor het eerst in de hoogste klasse van het Campeonato Cearense. Met uitzondering van de seizoenen 1998, 2002 en 2013 speelt de club in de hoogste klasse. De club nam ook twee keer deel aan de Série C. In 2017 degradeerde de club opnieuw uit de hoogste klasse van de staatscompetitie.